# اشپرک
اشپرک (به آلمانی: Esperke) یک منطقهٔ مسکونی در آلمان است که در نوی‌اشتات آم روبنبرگه واقع شده‌است. اشپرک ۷۴۳ نفر جمعیت دارد و ۳۲ متر بالاتر از سطح دریا واقع شده‌است.